# Agneta Eriksdotter (Krummedige)
Agneta Eriksdotter (Krummedige), född 1390, död tidigast 1452, var en svensk godsägare och byggherre. 
Hon blev fru till Örby (senare Örbyhus slott) genom arv efter sitt första äktenskap, med Sten Turesson (Bielke). Fru Agneta lät tidigast i slutet av 1440-talet bekosta ombyggnation av Vendels kyrka och de bevarade dekorationer, som utfördes 1451 av Johannes Iwan. 1451 sålde hon Örby med underliggande gårdar till sin systerson Johan Kristiernsson (Vasa).
Hon var dotter till Erik Krummedige och Beata von Thienen.